# Platygaster deipyla
Platygaster deipyla är en stekelart som beskrevs av Walker 1836. Platygaster deipyla ingår i släktet Platygaster och familjen gallmyggesteklar. Inga underarter finns listade i Catalogue of Life.